# Daewoo 6700
Daewoo 6700 bezeichnet einen Containerschiffstyp der südkoreanischen Werft Daewoo Shipbuilding & Marine Engineering, von dem dreizehn Einheiten für verschiedene Reedereien gebaut wurden.

## Geschichte
Von dem Schiffstyp wurden zwischen 2001 und 2004 insgesamt dreizehn Einheiten auf der südkoreanischen Werft Daewoo Shipbuilding & Marine Engineering in Geoje für verschiedene Reedereien gebaut, darunter Einschiffsgesellschaften der Conti-Gruppe (drei Einheiten) bzw. der Norddeutschen Reederei H. Schuldt (vier Einheiten). Ein Großteil der Schiffe kam in Charter der Reederei Mediterranean Shipping Company in Fahrt. Die Schiffe der Norddeutschen Reederei H. Schuldt waren zunächst für jeweils rund zehn Jahre an die Reederei Hapag-Lloyd verchartert.
An Bord des als MSC Flaminia in Dienst gestellten Schiffs des Typs kam es im Juli 2012 im Nordatlantik zu einer Brandkatastrophe mit Personenschäden, bei der das Schiff schwer beschädigt wurde. Es wurde später repariert und wieder in Fahrt gesetzt.

## Beschreibung
Die Schiffe werden von einem Zehnzylinder-Zweitakt-Dieselmotor des Herstellers MAN B&W (Typ: 10K98 MC-C) mit 57.100 kW Leistung angetrieben. Der Motor, der von Hyundai Engine & Machinery in Lizenz gebaut wurde, wirkt auf einen Festpropeller. Die Schiffe erreichen damit eine Geschwindigkeit von rund 25,5 kn. Die Schiffe sind mit einem mit 2000 kW Leistung angetriebenen Bugstrahlruder mit Verstellpropeller ausgestattet.
Für die Stromversorgung stehen vier von Dieselmotoren angetriebene Generatoren zur Verfügung. Dabei wurden unterschiedliche Dieselmotoren verbaut. Die ersten fünf Einheiten wurden mit Wärtsilä-Dieselmotoren des Typs 6R32 LND ausgerüstet. Bei den folgenden vier Einheiten kamen MAN-B&W-Dieselmotoren des Typs 8L27/38 zum Einsatz und bei den letzten vier Einheiten je zwei MAN-B&W-Dieselmotoren des Typs 8L27/38 und zwei MAN-B&W-Dieselmotoren des Typs 9L27/38. Weiterhin wurde ein von einem Dieselmotor angetriebener Notgenerator verbaut. Hierbei kamen Dieselmotoren von Caterpillar (Typ 3412 DIT) bzw. Cummins (Typ VTA 28 DM) zum Einsatz.

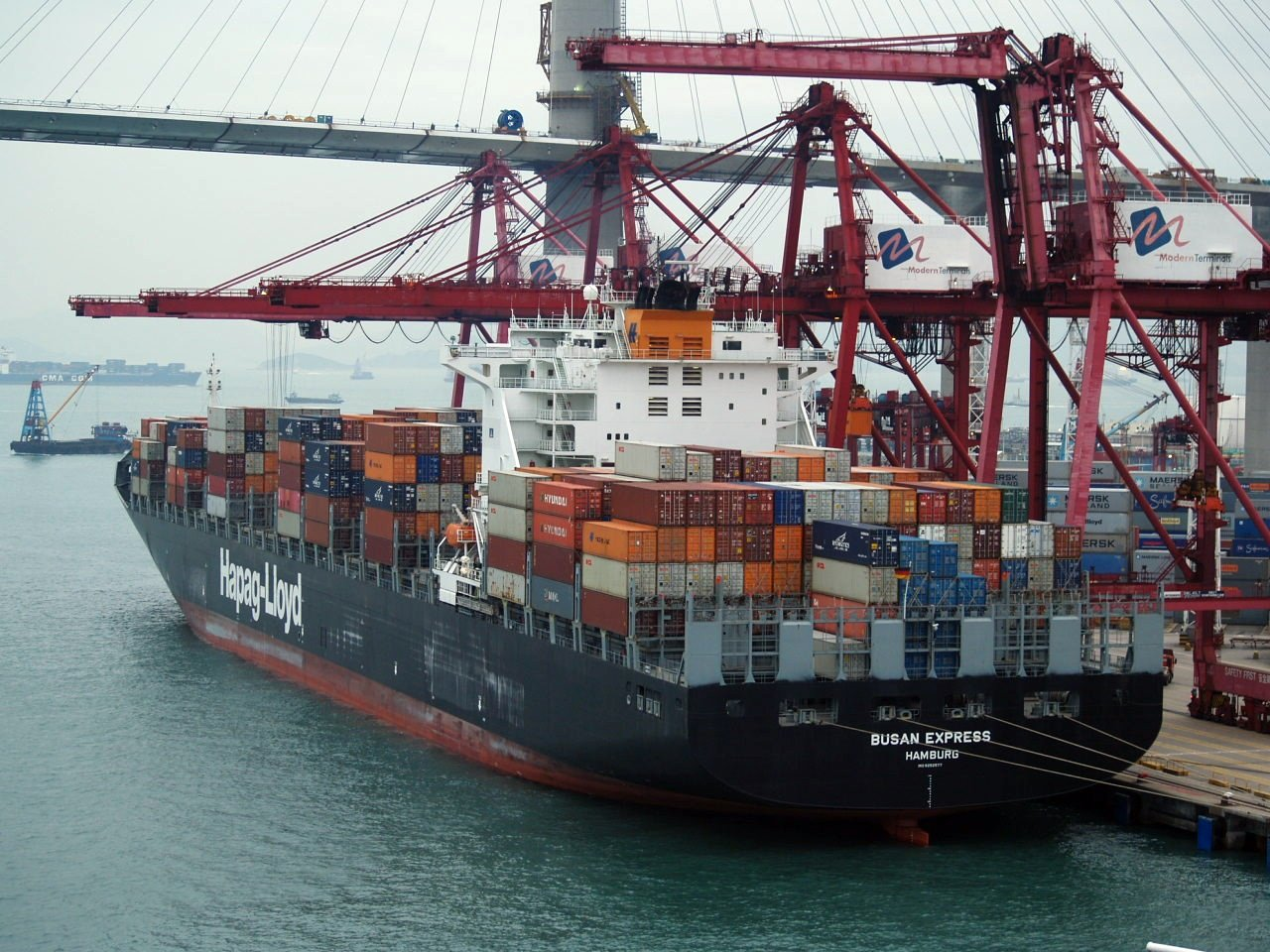
Busan Express in Hongkong.

Die Schiffe verfügen über acht Laderäume mit jeweils zwei (Laderaum 1 bis 7) bzw. drei (Laderaum 8) Luken. Die Laderäume sind mit Cellguides ausgestattet. Sie sind mit Pontonlukendeckeln verschlossen. Sieben Laderäume befinden sich vor dem Deckshaus, ein Laderaum hinter dem Deckshaus. In den Laderäumen 1 bis 7 und an Deck können jeweils vier 20-Fuß-Container hintereinander geladen werden. In Laderaum 8 und an Deck ist Platz für sechs 20-Fuß-Container hintereinander. Weitere Stellplätze für 40-Fuß-Container befinden sich über der achteren Manöverstation. An Deck können auf den Luken 2 bis 8 oberhalb der Laschbrücken auch 45 Fuß lange Container geladen werden. In den Räumen können bis zu neun Lagen übereinander und bis zu 14 Container nebeneinander geladen werden. An Deck können bis zu sieben Lagen übereinander und bis zu 16 Container nebeneinander geladen werden.
An Deck und in den Laderäumen 5 bis 7 stehen insgesamt 500 Anschlüsse für Kühlcontainer zur Verfügung. In den Laderäumen 1 bis 4 können Container mit bestimmten Gefahrgütern befördert werden. Auf der Back befindet sich ein Wellenbrecher zum Schutz der Deckscontainer vor überkommendem Wasser.
Die Containerkapazität der Schiffe beträgt 6750 TEU. Bei homogener Beladung mit 14 t schweren Containern können 4800 TEU geladen werden.
Die Decksaufbauten erstrecken sich über neun Decks. Auf den unteren beiden Decks sind unter anderem Lagerräume sowie technische und andere Betriebsräume eingerichtet. Außerdem befinden sich hier das Schiffsbüro sowie eine Kammer für die Suezkanal-Besatzung. Auf dem darüberliegenden Deck sind die Kombüse, Offiziers- und Mannschaftsmesse und ein Mannschafts-Aufenthaltsraum eingerichtet. Darüber befinden sich fünf Decks mit den Kabinen für die Schiffsbesatzung. Weiterhin sind hier unter anderem ein Offiziers-Aufenthaltsraum, ein Schwimmbad, ein Fitnessraum und eine Sauna untergebracht. Insgesamt stehen auf den Decks 25 Kabinen zur Verfügung (inkl. Kabine für den Suezkanallotsen), in denen 29 Personen untergebracht werden können. Die Schiffe werden von einer mindestens 18-köpfigen Besatzung gefahren. Auf dem obersten Deck ist die Brücke mit zwei offenen Nocken eingerichtet.

## Schiffe
| Daewoo 6700        | Daewoo 6700 | Daewoo 6700 | Daewoo 6700                                          | Daewoo 6700                                                              |
| Bauname            | Bau- nummer | IMO- Nummer | Kiellegung Stapellauf Ablieferung                    | Umbenennungen und Verbleib                                               |
| ------------------ | ----------- | ----------- | ---------------------------------------------------- | ------------------------------------------------------------------------ |
| MSC Flaminia       | 4073        | 9225615     | 5. März 2001 6. Mai 2001 20. August 2001             | 2021: CMA CGM San Francisco                                              |
| MSC Ilona          | 4074        | 9225641     | 16. April 2001 30. Juni 2001 September 2001          | 2024: Ilona                                                              |
| MSC Alessia        | 4075        | 9225653     | 28. Mai 2001 18. August 2001 Oktober 2001            | 2024: Alessia                                                            |
| MSC Laura          | 4076        | 9225665     | 28. Mai 2001 18. August 2001 Oktober 2001            |                                                                          |
| MSC Luisa          | 4077        | 9225677     | 4. Oktober 2001 22. Dezember 2001 28. Februar 2002   |                                                                          |
| MSC Vanessa        | 4085        | 9251688     | 26. August 2002 16. November 2002 6. Februar 2003    |                                                                          |
| MSC Ludovica       | 4086        | 9251690     | 18. November 2002 8. Februar 2003 16. April 2003     |                                                                          |
| MSC Florentina     | 4087        | 9251705     | 10. Februar 2003 26. April 2003 26. Juni 2003        |                                                                          |
| MSC Maureen        | 4088        | 9251717     | 28. April 2003 19. Juli 2003 18. September 2003      |                                                                          |
| Northern Magnum    | 4092        | 9252541     | 9. Juni 2003 5. September 2003 10. September 2003    | 2003: Los Angeles Express, 2014: Northern Magnum, 2023: MSC Magnum VII   |
| Northern Magnitude | 4093        | 9252553     | 21. Juli 2003 18. Oktober 2003 29. Dezember 2003     | 2004: Bangkok Express, 2015: Northern Magnitude, 2023: MSC Magnitude VII |
| Northern Majestic  | 4094        | 9252565     | 8. September 2003 22. November 2003 26. Februar 2004 | 2004: San Fransisco Express, 2015: Northern Majestic                     |
| Northern Monument  | 4095        | 9252577     | 24. November 2003 21. Februar 2004 29. April 2004    | 2004: Busan Express, 2015: Northern Monument                             |